# Pólux (montaña)

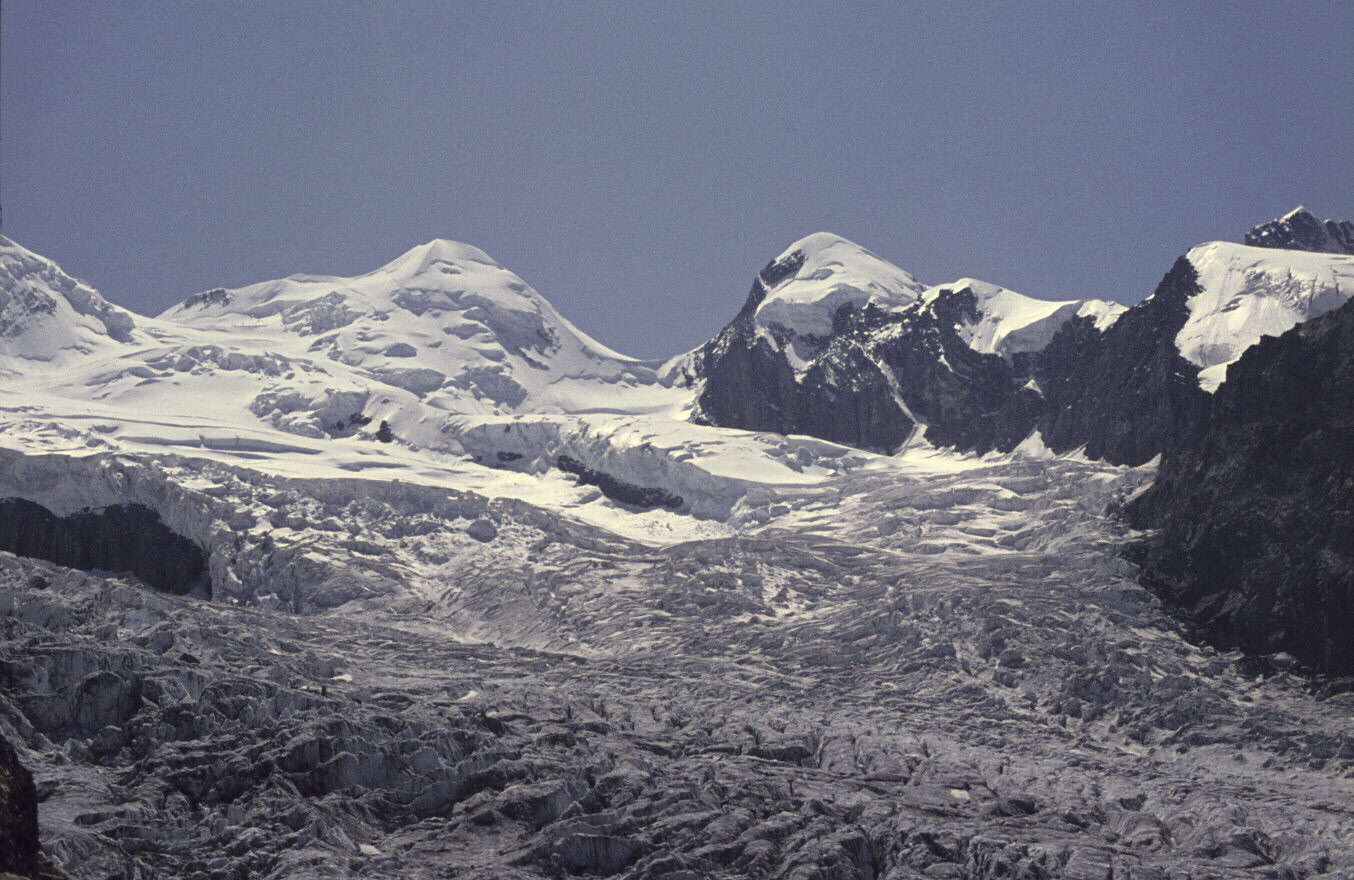
El Cástor a la izquierda y el Pólux a la derecha, tomados desde el lado suizo.

El Pólux (en italiano, Polluce y en francés, Pollux (en francés) es una montaña del macizo del Monte Rosa en los Alpes Peninos. Se encuentra en el límite entre el Valle de Aosta (Italia) y el cantón del Valais (Suiza). Queda en la vertiente de aguas que del Breithorn conduce hacia la Punta Dufour.
Por su conformación toma el nombre, junto con el Cástor, de los dos gemelos de la mitología griega. Está separado del Cástor por el Colle di Verra (3845 m).

## Altura
La altura aparece de manera distinta según la cartografía. La lista oficial de los cuatromiles de los Alpes, publicada por la UIAA en su boletín n.º 145, de marzo de 1994, indica que según la cartografía suiza más reciente, su cota es 4.092 m y, según la italiana igualmente más reciente, es 4.091 m. En el libro Cuatromiles de los Alpes por rutas normales, Richard Goedeke indica los 4.092 m de la cartografía suiza. 

## Clasificación SOIUSA
Según la clasificación SOIUSA, el Pólux pertenece:
- Gran parte: Alpes occidentales
- Gran sector: Alpes del noroeste
- Sección: Alpes Peninos
- Subsección: Alpes del Monte Rosa
- Supergrupo: Grupo del Monte Rosa
- Grupo: Cadena Breithorn-Lyskamm
- Código: I/B-9.III-A.1

## Historia
El primer ascenso al Pólux lo realizaron el 1 de agosto de 1864, el día de la fiesta nacional suiza, por obra de J. Jacot con los guías P. Taugwalder y M. J. Perren.

## Ascenso a la cima
Desde la parte italiana es posible alcanzar la cima utilizando como etapa intermedia el refugio Ottorino Mezzalama (3004 m) o también el refugio Guide d'Ayas (3394 m). De los refugios recorriendo el gran glaciar de Verra se sale al Colle di Verra, se sigue luego por la arista sudoeste del Pólux.
Alternativamente se puede partir de la llegada del teleférico sobre el Pequeño Cervino hasta llegar a los pies del Póluz pasando por debajo del Breithorn y la Roccia Nera.